# Arescus labiatus
Arescus labiatus es un coleóptero de la familia Chrysomelidae.
Fue descrita científicamente por primera vez en 1832 por Perty.